# Holland Park (stanice metra v Londýně)
Holland Park je stanice metra v Londýně, otevřená 30. července 1900. Navrhl ji Harry Bell Measures. 28. července 1958 vznikl požár v soupravě, která zrovna stála v této stanici. Jeden člověk při této nehodě zemřel. Autobusové spojení zajišťují linky: 31, 94, 148 a 228. Stanice se nachází v přepravní zóně 2 a leží na lince:
- Central Line (mezi stanicemi Shepherd's Bush a Notting Hill Gate)

| Rok  | Počet cestujících |
| ---- | ----------------- |
| 2011 | 3,37 mil          |
| 2012 | 3,32 mil          |
| 2013 | 3,39 mil          |
| 2014 | 3,16 mil          |